# Nervous System
Nervous System é o terceiro extended play (EP) da artista musical estadunidense Julia Michaels. O seu lançamento ocorreu em 28 de julho de 2017, através da gravadora Republic Records. Depois de escrever várias canções para outros artistas, Michaels decidiu lançar este extended play. "Issues" foi lançado como primeiro single do disco em 13 de janeiro de 2017. Na gravação das canções, Michaels trabalhou com os produtores Mattman & Robin, Benny Blanco e Stargate. A temática lírica gira em torno de temas como relacionamento e experiencias pessoais, estes vividos por sua intérprete.
Logo após seu lançamento, o álbum registrou uma recepção positiva tanto por parte da crítica quanto por parte do público. Comercialmente, o álbum obteve um desempenho moderado. Nos Estados Unidos, ele estreou no 48º lugar da lista oficial dos discos mais vendidos, a Billboard 200, graças as vendas de dez mil cópias equivalentes em seus sete primeiros dias de comercialização. Um desempenho semelhante foi registrado em alguns países no mercado internacional, como Austrália, Canadá, França e Suécia.

## Recepção

### Crítica profissional
Após o seu lançamento, o álbum recebeu análises positivas da mídia especializada. Neil Z. Yeung, do portal Allmusic, chamou o trabalho de "um conjunto de sete músicas pop de pensamento indiscretos".

## Singles
"Issues" foi anunciada como o primeiro single do trabalho em 6 de janeiro de 2017, através da mídias sociais da cantora, sendo oficialmente lançada na semana seguinte e posteriormente enviada para rádios mainstream e hot AC.

## Lista de faixas
Todas as faixas escritas e compostas por Julia Michaels, Justin Tranter, Mattias Larsson e Robin Frederiksson e produzidas por Mattman & Robin, exceto quando escrito. 
| N.º            | Título              | Compositor(es)                                                                | Produtor(es)           | Duração |  |
| 1.             | "Issues"            | Julia Michaels, Benjamin Levin, Tor Hermansen, Mikkel Eriksen, Justin Tranter | Benny Blanco, Stargate | 2:56    |  |
| 2.             | "Uh Huh"            |                                                                               |                        | 2:58    |  |
| 3.             | "Worst in Me"       |                                                                               |                        | 3:26    |  |
| 4.             | "Make It Up to You" |                                                                               |                        | 3:35    |  |
| 5.             | "Just Do It"        |                                                                               |                        | 3:12    |  |
| 6.             | "Pink"              |                                                                               |                        | 2:48    |  |
| 7.             | "Don't Wanna Think" | Michaels                                                                      | Michaels               | 2:59    |  |
| Duração total: | Duração total:      | Duração total:                                                                | Duração total:         | 21:55   |  |

## Desempenho nas tabelas musicais

### Posições
| Tabela musical (2017)                                  | Melhor posição |
| ------------------------------------------------------ | -------------- |
| Canadá (Canadian Hot 100)                              | 41             |
| Estados Unidos (Billboard 200)                         | 48             |
| França (Syndicat National de l'Édition Phonographique) | 34             |
| Suécia (Sverigetopplistan)                             | 24             |